# Zduhać
Zduhać, vjedogonja, vjetrovnjak, oblačar, gradobranitelj, viloviti, zmajeviti ili aloviti bio je u srpskoj narodnoj predanji čovjek s posebnim sposobnostima zaštiti svojega imanja, sela ili kraja od vremenskih nepogoda, kao što su oluja, tuča (grad) i obilne kiše. Njegovo djelovanje sastojalo se u sukobljavanju s demonima za koje se vjerovalo da donose prirodne katastrofe, ili u upotrebi posebnih magijskih obreda. Demonskim donosiocima nepogode smatrani su đavoli, ale, aždaje, orlovi, crne ptice, duše utopljenika i obješenjaka i dr. To su mogli biti i sami zaštitnici od nevremena koji su imali moć da upravljaju kretanjem olujnih i gradonosnih oblaka: odvodeći ih od svojih njiva, mogli su da ih navedu nad tuđe.
S donosiocima nepogode sukobljavali su se ljudi s urođenom sposobnošću da im u snu duša napusti tijelo, nakon čega se uznosila k oblacima kako bi u borbi porazio demone i odagnao nevrijeme. Duša bi se zatim vraćala u tijelo, a čovjek bi se budio znojav i umoran. Često je bilo vjerovanje da se ovakvi ljudi rađaju u košuljici. ↓1 Takvi su bili zduhaći ili stuhe U Crnoj Gori, istočnoj Hercegovini, dijelu Bosne i Sandžaku, vjedogonje u dijelu Crne Gore, te zmajeviti i aloviti ljudi u istočnoj, središnjoj, južnoj Srbiji i Banatu. Najčešće su se borili zajedno zduhaći jednoga područja protiv tuđih zduhaća koji su navodili olujne i gradonosne oblake nad njihovom teritoriji. Poraz u ovoj borbi značio je gubitak poljske i stočne plodnosti svoga kraja, uz istovremeno prenošenje te plodnosti na područje pobjedničkih zduhaća. Zduhaći su mogli biti i neke domaće životinje. Vjedogonje su se za vjetrovitih dana tukle po planinama iščupanim drvećem, pa oni koji nadvladaju preotmu berićet poraženih. Zmajeviti i aloviti borili su se za svoje selo protiv ala, demona koji su predvodili oblake iznad njiva da bi uništili usjeve. Zmajevitim ljudima pripisivane su osobine zmajeva, mitskih bića koja su smatrana za neumoljive borce protiv ala; postojalo je i vjerovanje da se oni rađaju iz veze žene i zmaja.
Vjetrovnjaci, poznati u nekim dijelova zapadne Srbije, duhom su se sukobljavali s crnom pticom koja je dovodila stihiju nad polja njihovoga sela. U nekim se područjima, pak, vjerovalo da zaštitnici od nepogode tijelom uzlijeću k tmurnom nebu, bez napuštanja duše. To je bio slučaj s vilovitim ljudima u Dragačevu i nekim alovitima u Banatu. Nakon boja s demonima vraćali bi se kući umorni, izgrebani i izubijani. Oblačari iz Srijema nisu imali moć letenja, već su trčeći po ugroženom polju vodili borbu protiv aždaje, koja je leteći u tmurnim oblacima bljuvala grad po usjevima. Gradobranitelji iz Pocerine nisu se upuštali u ovakve bitke, nego su svoj kraj štitili posebnom magijom i obrednim tekstovima koje su naučili od nekoga starijega branioca. Njihovo djelovanje bilo je usmjereno kako na razbijanje gradonosnog oblaka, tako i na odvraćanje utopljenika, obješenjaka i đavola koji su ga dovodili nad usjeve. Tvrdilo se i za određene žene da svojim bajanjem mogu osigurati svoje selo od razorne stihije. Svi ovi zaštitnici su inače bili obični ljudi koji su normalno živjeli i radili u svojoj sredini kao i drugi, dok ne naiđe nevrijeme.

## Donosioci nepogode
Vremenske nepogode kao što su oluja, tuča i obilne kiše mogle su za kratko vrijeme opustošiti njive, polja, voćnjake, vinograde, te dovesti u pitanje materijalnu osnovu ljudskoga postojanja. Vjerovalo se da ih izazivaju natprirodne sile, koje su predstavljane na različite načine. Bog pušta nepogodu na ljude određenoga područja kako bi ih kaznio zbog njihovih grijeha. Anđeli i neki sveci također kažnjavaju na ovaj način, ali i đavao je označavan donosiocem nevremena. Istaknuti predvodnik olujnih i gradonosnih oblaka u središnjoj, istočnoj, južnoj Srbiji i Banatu bio je demon ala (zvana i hala), dok se u Srijemu vjerovalo da aždaje, leteći kroz guste i strašne oblake, bljuju grad. Predvodnici oblaka također su zamišljani u obliku orlova i crnih ptica. Uloga donosioca nepogode davana je dušama utopljenika, obješenjaka, poginulih od groma, i uopće žrtava nesretnoga slučaja ili ubojstva. Živi ljudi kao što su popovi, vještice i oni koji su ovladali određenim magijskim vještinama mogli su navesti nevrijeme nad područje kojem su željeli nanijeti štetu. U Bukovici i Lici su smatrali da zli ljudi poslije smrti, pa i za života, idu pred gradom i navode ga na koje god hoće polje.
Narod je upućivao molitve Bogu i svecima da ih zaštite od ovih pošasti, ali je pribjegavao i magijskima postupcima. Bio je vrlo rasprostranjen postupak „rasijecanja“ oblaka i grada sjekirom, kosom, srpom, motikom ili nožem. Kada bi primijetili približavanje gradonosnoga oblaka, seljaci bi izašli na dvorište mašući u njegovome smjeru nekim od ovih alata, ili bi ih postavili oštricom prema oblaku, a zabilježeno je i bacanje sjekire ili čekića u tome smjeru. Neki su tjerali tuču pucanjem iz prangija i pušaka. Također su pokušavali umilostiviti donosiocima nepogode, što se ogleda u običaju iznošenja stola s kruhom i solju na dvorište prilikom pojave prijetećih oblaka. U drugima postupcima ljudi su koristili predmete koji su prethodno korišteni u kalendarskim i obiteljskim svetkovinama i obredima, uzdajući se u zaštitno djelovanje sakralne sile kojom su zbog toga prožeti. Neke od postupaka obavljale su samo žene ili samo muškarci, a druge žene i muškarci zajedno. Rod izvršitelja postupka mogao je zavisiti od upotrebljenoga predmeta (npr. kosa se smatrala muškim, a srp ženskim oruđem), dok je u nekim slučajevima rod bio nebitan.
Većina ovih radnji bila je popraćena izgovaranjem obrednih tekstova, koji imaju posebnu semantiku, simboliku i strukturu. U njima su se seljaci obraćali oblaku, tuči, čudu, nečastivoj sili, ali, utopljenicima i obješenjacima (najčešće poimenično zazivajući nekoga takvoga iz svoga kraja), svetome Ivanu Krstitelju, svetom Savi, Jeremiji, Germanu i dr. Nastojali su da odvrate strašnog predvodnika oblaka od svojih polja, plašeći ga nečim još strašnijim što se navodno nalazi u njihovom selu; naprimjer: „Nazad, nazad, alo! 'Vamo je veća ala, čuvaj se!“ ili „Ej, ne idi, čudo, na čudo! Imamo čudo golemo: ovamo je rodila đevojka đevojku, đevojku od devet godina! Ne idi, čudo, na čudo: imamo čudo golemo!“ Često je bila prisutna predstava o gradonosnim oblacima kao o govedima, obično bijelim: „O Sava i Nevena! Vratite ta bela goveda! Ovamo im nema paše. Imamo samo pepela da im oči istjeramo!“ Pri tome su u vjetar prosipali pepeo od žara na kome se za Božić pekla česnica. (Sava i Nevena su bili momak i djevojka koji su se zbog nesretne ljubavi utopili u Zapadnoj Moravi.) Kao predvodnici oblaka–goveda javljaju se također sveti Ivan i sveti Sava: „Sveti Savo, svoja goveda vrati iz našeg sela!“

## Zaštitnici od nepogode
Kod Srba je bilo rašireno vjerovanje da postoje naročiti ljudi koji su u stanju zaštititi svoje imanje, selo ili kraj od destruktivnoga djelovanja stihije. Pojedinci, većinom odrasli muškarci, bili su poznati i priznati u svojoj okolini kao takvi. Njihove osobine i način djelovanja razlikovali su se od područja do područja.
U Crnoj Gori, istočnoj Hercegovini, dijelu Bosne i Sandžaku, čovjek čiji duh štiti svoj kraj od nepogode nazivan je zduhać i stuha, uz više mjesnih varijanti tih imena: s glasom h ili bez njega, s v umjesto h, s krajnjim ć ili bez njega, s č umjesto ć i dr. Ove imenice vjerojatno su izvedene od slavenskoga korijena duh, uz mogući utjecaj grčke riječi stihio (στοιχείο), koja znači „duh“. Ta riječ potječe od starogrčkoga stoiheon (στοιχεῖον), čime su označavana četiri osnovna elementa prirode — zrak, voda, vatra i zemlja. U grčkoj narodnoj predaji, stihio je duh–zaštitnik sela ili područja koji se u zraku bori za dobrobit svog kraja protiv duhova iz drugih područja. Izraz stihio mogao je utjecati i posredno, preko grčke posuđenice u nekome predslavenskome balkanskome jeziku. Albanska riječ stuhi znači „oluja“, a tako se zvao i ženski demon oluje.
Negdje se vjerovalo da se zduhaći rađaju u crvenoj, negdje u bijeloj košuljici, a dodatni uvjet mogao je biti da se to dogodi u izvjesni petak i u određeni sat. Kako bi se natprirodna moć ovakvoga djeteta sačuvala, košuljica se morala osušiti i brižljivo čuvati, kako bi mu bila predana kada odraste. On bi je otada uvijek držao uz sebe radi zaštite, naročito kad se bori kao zduhać, pri čemu je stalno morala biti skrivena od pogleda.
Djeca i žene mogli su biti zduhaći, ali to su najčešće bili odrasli muškarci. Po vanjskome izgledu uglavnom se nisu razlikovali od običnih ljudi, iako su se po nekim osobinama izdvajali od njih. Imali su izuzetno tvrd san, iz kojega ih je bilo veoma teško probuditi. Bili su sanjivi, sjetni, zamišljeni i ozbiljni, ali također natprosječno jaki, snalažljivi, izdržljivi u nevoljama i teškoćama. Pridavan im je junački karakter; voljeli su svoj kraj, štitili ga i borili se za njega. Doživljavani su kao blagodat i sreća svog kraja i doma. Ubrajani su među ljude bliske anđelima i svecima, s kojima su se često sastajali; nerijetko su smatrani za proroke. U Semberiji se vjerovalo da zduhaći znaju gatati gledajući u plećku i da mogu razgovarati sa stokom. Paštrovići su smatrali da oni čuju sve što se događa u svijetu. Ako bi netko stao zduhaću na nogu, čuo bi isto što i on. Po vjerovanju Kuča, zduhaći se odlikuju po tome što mogu daleko skočiti. Za neke povijesne ličnosti vjerovalo se da su bili zduhaći, između ostalih za Marka Miljanova i Petra I. Petrovića Njegoša. Jedan od najčuvenijih zduhaća bio je travar i vidovnjak Mato Glušac (1774. – 1870.) iz Korita kod Bileće u Istočnoj Hercegovini.
Spominjalo se da netko i primjenom određenih magijskih radnji može postati zduhać, iako se generalno vjerovalo da je to rezervirano samo za one koji su rođenjem predodređeni. Ova urođena sposobnost je bila cijenjena; međutim, zduhać se mogao predati u „đavolje kolo“ i upotrebljavati svoje znanje i snagu po „đavoljem naputku“. Takav zduhać se nakon smrti pretvarao u vampira. Postoji opis načina na koji je čovjek spreman da služi đavolu moga postati zduhać: „Kad ko hoće da bude stuha, treba za četrdeset dana da se ne umiva ni Bogu moli. Nakon četrdeset dana treba da otide na kakvu ravnicu, pa da okruži oko sebe krug i u taj krug sjedne. Do malo dođe đavo, pa ga pita hoće li u njegovu vojsku i u kakav će oblik da ga pretvori. On mu kaže [oblik] i đavo mu učini, i tako postane stuha.“
Smatralo se da svaki kraj, pleme i bratstvo imaju svoje zduhaće, koji su se najčešće borili zajedno. Bili su ustrojeni kao vojska, predvođeni starješinom, a glavni neprijatelji bili su im zduhaći iz drugih područja. Cilj borbe bio je potući ove neprijateljske duhove i tako sačuvati svoj kraj od oluje i gradonosnih oblaka koje su donosili, a zatim tu stihiju navesti na njihovo područje. Poraz u ovoj borbi značio je gubitak poljske i stočne plodnosti svog kraja, uz istovremeno prenošenje te plodnosti na područje zduhaća koji su pobijedili. Zduhaći su se mogli udruživati na raznim razinama, više ili manje lokalnim. Tako su Kuči vjerovali da se bore zduhaći s njihove strane planinskog vijenca Komova protiv onih s druge strane tog vijenca. Bosanski su se borili protiv hercegovačkih, hercegovački protiv crnogorskih, a crnogorski udruženo protiv prekomorskih, tj. zduhaća s talijanske obale Jadrana.
Za Mata Glušca zabilježio je 1906. godine hercegovački pisac Radovan Perović, alijas Tunguz Nevesinjski, po sjećanju Stojana Kovačevića iz Srđevića kod Gacka: „I mlado i staro, i siromah i bogataš, i Srbi i Turci su ga uvažavali i rado dočekivali. Znali su da je jedan od vođa dobrih planinskih stuha i da onim zlim, primorskim, neće dozvoliti da mu u planinama preotmu godinu ili ma kakvu štetu učine.“ Perović također bilježi riječi zduhaća Živka Lažetića iz Dobrelja kod Gacka: „Kada ti se mi pobijemo sa rudinskijem (Rudine su u bilećkom kraju) stuhama, da vidiš čuda i belaja! Mi vazda njih nadbijemo, ako im primorske stuhe ne dođu u pomoć. A ako im dođu, mi pobjegnemo u najviše planine — samo da ih odmamimo da nam ne čine zlo po poljima!“